# Carl von Tiesenhausen
Baron Carl Hermann Friedrich von Tiesenhausen (* 29. Dezember 1787jul. / 9. Januar 1788greg. in Staniłówka; † 27. Septemberjul. / 9. Oktober 1849greg. in Neu-Bewershof) war ein deutsch-baltischer Jurist.

## Leben

### Herkunft und Familie
Carl war Angehöriger des Adelsgeschlechts von Tiesenhausen. Er war ein Sohn russischen Majors Adolph von Tiesenhausen (1761–1828) und der Anna Caroline, geb. von Kanefer (1769–1832). 
Er vermählte sich 1812 mit Caroline von Brümmer (1793–1869).

### Werdegang
Tiesenhausen studierte in den Jahren 1807 bis 1809 Jura an der Kaiserlichen Universität Dorpat. Hiernach war er als Assessor zeitweise am livländischen Hofgericht beschäftigt und von 1812 bis 1820 Sekretär des Landgerichts bzw. von 1820 bis 1825 des Kreisgerichts in Wenden. Im Jahr 1827 wurde er Rat der Oberdirektion der Livländischen Adels Güter-Kredit-Sozietät in Riga. Er war 1830 Kreisdeputierter für den Riga-Wolmarschen Kreis. Nachdem er für die Jahre 1831 bis 1847 Sekretär des livländischen Hofgerichts war, avancierte er zu dessen Vizepräsident. 
1849 wurde Tiesenhausen mit dem Wladimir-Orden IV. Klasse ausgezeichnet. Er war Mitglied der Kommission zur Revision der Privilegien des livländischen Adels und zur Regulierung der Einkünfte der Kirchen und Prediger. Seit 1835 war er auch Adelsdelegierter bei der Kommission in Sachen der livländischen Bauernverordnung. Er war Mitgründer, 1834 bis 1836 und noch einmal 1842 bis 1849 Mitdirektor sowie 1836 bis 1837 Präsident der Gesellschaft für Geschichte und Altertumskunde der Ostseeprovinzen Russlands. 
Seit 1819 hat er das Gut Neu-Bewershof besessen, hatte jedoch selbiges in den Jahren 1833 bis 1841 verpfändet.

### Werke
Neben einigen kriminalistischen Abhandlungen, setzte er die Gütergeschichte von Heinrich von Hagemeister fort: 
- Erste Fortsetzung von des Herrn Hofraths von Hagemeister Materialien zur Gütergeschichte Livlands. Nicolai Kymmel’s Buchhandlung, Riga 1843 (Digitalisat über die polnische Kujawsko-Pomorskie Digitale Bibliothek)